# 莫尔桑
莫尔桑（法語：Morsain，法語發音：[mɔʁsɛ̃]）是法国上法兰西大区埃纳省的一个市镇，属于苏瓦松区。

## 地理
莫尔桑（49°27'12"N, 3°10'47"E）面积14.34 平方千米，位于法国上法蘭西大區埃纳省，该省份为法国北部内陆省份，北起北部省，西接索姆省和瓦兹省，东临阿登省和马恩省，西南至塞纳-马恩省，东北部与比利时接壤。
与莫尔桑接壤的市镇（或旧市镇、城区）包括：努夫龙-万格雷、瑟朗、塔尔捷、瓦桑、韦扎波南、欧特雷什。

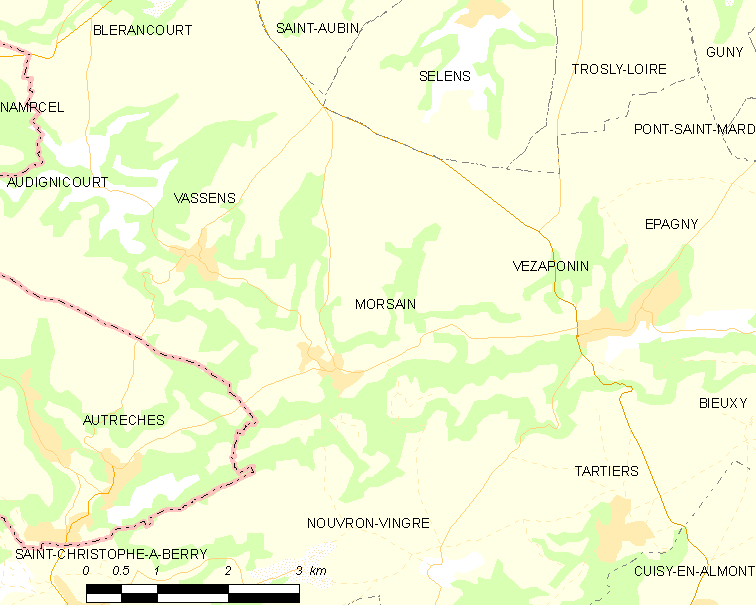
莫尔桑的OSM定位图

莫尔桑的时区为UTC+01:00、UTC+02:00（夏令时）。

## 行政
莫尔桑的邮政编码为02290，INSEE市镇编码为02527。

## 政治
莫尔桑所属的省级选区为埃纳河畔维克县。

## 人口

1962-2008年间莫尔桑人口变化图示

莫尔桑于2022年1月1日时的人口数量为467人。